# 李光宇 (1963年)
李光宇（1963年7月—），河北赤城人，汉族，本科毕业于长春理工大学，2007年7月取得北京大学光华管理学院高级工商管理硕士学位。宇华教育集团创始人、董事局主席，中国民办教育协会副会长，北京大学光华管理学院EMBA校友总会代理总会长。